# Mechthild Seithe
Mechthild Seithe (* 1948) ist eine deutsche Psychologin, Sozialarbeiterin, Fachbuch- und Belletristikautorin und ehemalige Professorin an der Fachhochschule Jena.
Seithe beendete ihr Studium mit dem Diplom in Psychologie und dem Diplom in Sozialarbeit. Nach 18 Jahren Praxis in der Kinder- und Jugendhilfe wurde sie 1993 als Professorin an die Fachhochschule Jena berufen, wo sie mit den Schwerpunkten Beratung, Hilfen zur Erziehung, Zweite Moderne tätig war. Seit 2011 ist sie pensioniert.
Seithe ist Mitbegründerin des 2011 gegründeten Unabhängigen Forums kritische Soziale Arbeit. Sie steht den Bedingungen, unter denen die Soziale Arbeit als Profession heute ausgeübt wird, und der gegenwärtigen Entwicklung der Profession kritisch gegenüber.

## Veröffentlichungen Fachbücher
als Autorin:
- Praxisfeld: Hilfe zur Erziehung. Fachlichkeit zwischen Lebensweltorientierung und Kindeswohl, Leske + Budrich, 2001, ISBN 3-8100-2659-X
- Engaging: Möglichkeiten Klientenzentrierter Beratung in der Sozialen Arbeit, VS Verlag für Sozialwissenschaften, 2008, ISBN 978-3-531-15424-4
- Schwarzbuch Soziale Arbeit. Quo vadis Soziale Arbeit?, 2. Auflage, Springer VS 2012, ISBN 978-3-531-18070-0
- mit Matthias Heintz: Ambulante Hilfe zur Erziehung und Sozialraumorientierung : Plädoyer für ein umstrittenes Konzept der Kinder- und Jugendhilfe in Zeiten der Nützlichkeitsideologie, Verlag Barbara Budrich, 2014, ISBN 978-3-8474-0623-5, doi:10.3224/84740623

als Herausgeberin:
- mit Beate Köhn u. a.: Zukunftswerkstatt Soziale Arbeit / Unabhängiges Forum Kritische Soziale Arbeit, RabenStück-Verlag, 2012
- mit Corinna Wiesner-Rau (Hrsg.): „Das kann ich nicht mehr verantworten!“ Stimmen zur Lage der Sozialen Arbeit, 2. Auflage, Die Brücke Neumünster, 2014

## Veröffentlichungen Belletristik
- Zum Wohle!, Verlag Neue schöne Welt, 2017, ISBN 978-3-00-055700-2
- Juan und die weisse Stadt oder Wem gehört der Regenwald, epubli, 2020, ISBN 978-3-7502-7711-3